# Stenoxia florens
Stenoxia florens là một loài bướm đêm trong họ Noctuidae.